# Michał Müller
Michał „Michu“ Müller (* 29. Dezember 1996) ist ein polnischer E-Sportler in der Disziplin Counter-Strike: Global Offensive.

## Karriere
Müller begann seine Karriere 2013 beim Team GF-Gaming. Danach spielte er jeweils kurzzeitig für Imperium Gamers, AMNESIA, Meet Your Makers und Dobry&Gaming, bevor er im Juni 2016 zu ESC Gaming wechselte. Mit ESC Gaming erzielte er in der polnischen ESL-Meisterschaft den zweiten Platz. Im August wechselte er zu INSHOCK, welches er Anfang 2015 in Richtung G2 Esports verließ. Das Gfinity Spring Masters 1, welches er als Ersatz für Janusz Pogorzelski bei Virtus.pro spielte, war sein erstes großes internationales Turnier. Er beendete es auf dem dritten Gesamtrang. Sein größter Erfolg mit G2 war ein fünfter Platz bei der StarLadder StarSeries XIII.
Nachdem er G2 im August 2015 verlassen hatte, wechselte er zu Dobry&Gaming. Mit seinem Team gewann er unter dem Namen Lounge Gaming die polnische ESL-Meisterschaft. Zudem erzielte er bei der The World Championship 2015 mit der polnischen Nationalmannschaft den zweiten Platz. Im Juni 2016 wurde Müller vom Team Kinguin verpflichtet. Mit Team Kinguin gewann er 2016 die polnische ESL-Meisterschaft. Zudem erzielte er einen zweiten Platz bei der Acer Predator Masters Season 3 und einen 3.–4. Platz bei der DreamHack Open Winter 2016.
2017 beendete er die World Electronic Sports Games 2016, nach einer Niederlage gegen Team Envy, auf dem zweiten Rang. Überdies erreichte er das Halbfinale bei der ESEA Season 23: Global Challenge und er gewann beide Ausgaben der polnischen ESL-Meisterschaft.
Nachdem er Anfang 2018 von Team Kinguin auf die Bank gesetzt worden war, wechselte er zu Virtus.pro. Mit seinem neuen Team erreichte er beim V4 Future Sports Festival - Budapest 2018 und bei der CS:GO Asia Championships 2018 das Finale. Müller spielte mit dem Faceit Major: London 2018 sein erstes Major-Turnier. Nach drei Niederlagen zu Beginn des Turniers erreichte er den 23.–24. Platz.
2019 erzielte Müller beim V4 Future Sports Festival - Budapest 2019 den zweiten Platz, während er bei dem Moche XL Esports 2019, der Good Game League 2019, der DreamHack Open Atlanta 2019 und der cs_summit 5 den 3.–4. Rang erzielte.
Im folgenden Jahr wechselte er zum Team Envy. Seine größten Erfolge des Jahres waren ein fünfter Platz bei der ESL One: Road to Rio - North America und ein 7.–8. Rang bei der Flashpoint Season 2. Im Januar 2021 verließ er das Team, nachdem sich seine Organisation von der Disziplin Counter-Strike: Global Offensive zurückzog. Im April wechselte er zu Evil Geniuses. In diesem Jahr erzielte Müller den 5.–6. Rang bei der Intel Extreme Masters XVI - Summer und den 7.–8. Platz bei dem Funspark ULTI 2020, der cs_summit 8 und der Blast Premier: Spring Finals 2021. Außerdem spielte er mit dem PGL Major Stockholm 2021 sein zweites Major-Turnier, welches er nach einer Niederlage gegen Team Vitality auf der Platzierung 15.–16. abschloss.
Im Januar 2022 wechselte er zu der spanischen Organisation MAD Lions. Nachdem MAD Lions sich von der Disziplin Counter-Strike: Global Offensive zurückgezogen hatte, spielte er kurzzeitig weiter in dieser Konstellation mit seinem Teamkollegen. Gegen Ende des Jahres spielte er für einige Turniere als Ersatzspieler von Apeks.